# القسم (العدين)

تعديل مصدري - تعديل

القسم محلة تابعة لقرية بردان، التابعة لعزلة بني هات بمديرية العدين إحدى مديريات محافظة إب في الجمهورية اليمنية.، بلغ تعداد سكانها 42 حسب تعداد اليمن لعام 2004.